# Jouac
Jouac (tiếng Occitan: Joac) là một xã của tỉnh Haute-Vienne, thuộc vùng Nouvelle-Aquitaine, miền trung nước Pháp.